# 劉清 (正統進士)
劉清（1417年—1461年），異名明，字廉夫，直隸滁州人，軍籍。明朝政治人物。

## 生平
正統六年（1441年）辛酉科應天府鄉試第二名，治《書經》。正統十三年（1448年）戊辰科會試第一百二十三名，殿試登進士第三甲第九名，由庶起士授兵科給事中，累陞刑部右侍郎，左遷四川參政。卒於任內。

## 家族
曾祖父劉銘德。祖父劉敬齋。父亲劉仕達。